# Dobra (dopływ Kupy)
Dobra – rzeka w Chorwacji, prawy dopływ Kupy. Jej długość wynosi 104,4 km.

## Opis
Powierzchnia jej dorzecza wynosi 900 km². Dobra powstaje z połączenia następujących cieków: Bukovska Dobra, Skradinska Dobra, Donja Dobra i Dobra (potok), które następnie w okolicy wsi Donja Dobra tworzą potok Ogulinska Dobra. Ogulinska Dobra wpływa do Đulinskiego ponoru, a na powierzchnię wypływa w okolicach Ogulina. Następnie jako Gojačka Dobra płynie na północny wschód i w pobliżu wsi Mahićno wpada do Kupy. W Bukovniku na Dobrej zbudowano zbiornik wodny.